# Sankt Goarshausen
Sankt Goarshausen, St. Goarshausen – miasto w Niemczech, w kraju związkowym Nadrenia-Palatynat, w powiecie Rhein-lahn, siedziba gminy związkowej Loreley. Do 30 czerwca 2012 miasto było siedzibą gminy związkowej Loreley. Roztacza się z niej widok na panoramę słynnej skały Loreley. W 2009 roku liczyło 1 307 mieszkańców.